# George Grenville
George Grenville (født 14. oktober 1712, død 13. november 1770) var en britisk statsmand fra Whig-partiet, der var Storbritanniens premierminister fra 1763 til 1765.
Grenville blev opdraget til en juridisk karriere og blev i 1741 medlem af parlamentet, 1744 Lord of the Admiralty, 1747 Lord of the Treasury og 1754 Treasurer of the Navy og medlem af Privy Council. Han blev optaget i kabinettet i 1761, blev leder af Underhuset og i maj 1762 Secretary of State for the Northern Department i Lord Butes regering. Fra 1763 til 1765 var han Storbritanniens premierminister.